# Liste der Monuments historiques in Sommevoire
Die Liste der Monuments historiques in Sommevoire führt die Monuments historiques in der französischen Gemeinde Sommevoire auf.

## Liste der Immobilien
| Bezeichnung                      | Beschreibung            | Standort                | Kennzeichnung | Schutzstatus | Datum | Bild           |
| -------------------------------- | ----------------------- | ----------------------- | ------------- | ------------ | ----- | -------------- |
| Kirche Notre-Dame-en-sa-Nativité | aus dem 13. Jahrhundert | Rue Notre-Dame (Lage)   | PA00079243    | Classé       | 1909  | weitere Bilder |
| Kirche St-Pierre                 |                         | Rue Saint-Pierre (Lage) | PA00079244    | Inscrit      | 1971  |                |
| Wohnhaus                         | Erker, um 1600          | 13 Grande Rue (Lage)    | PA00079245    | Inscrit      | 1939  |                |

## Liste der Objekte
| Bezeichnung                               | Beschreibung                                                                             | Standort                                       | Kennzeichnung | Schutzstatus | Datum | Bild |
| ----------------------------------------- | ---------------------------------------------------------------------------------------- | ---------------------------------------------- | ------------- | ------------ | ----- | ---- |
| Gemälde Mater dolorosa                    | Farbe auf Leinwand, Ende des 18. Jahrhunderts                                            | in der Kirche St-Pierre (Lage)                 | PM52001151    | Classé       | 1980  |      |
| Pietà                                     | Stein, farbig gefasst, 16. Jahrhundert                                                   | in der Kirche Notre-Dame-en-sa-Nativité (Lage) | PM52001143    | Classé       | 1965  |      |
| Kanzel                                    | Holz, 18. Jahrhundert                                                                    | in der Kirche Notre-Dame-en-sa-Nativité (Lage) | PM52001144    | Classé       | 1965  |      |
| Wandgemälde Apostel                       | aus der zweiten Hälfte des 16. Jahrhunderts                                              | in der Kirche Notre-Dame-en-sa-Nativité (Lage) | PM52001142    | Classé       | 1909  |      |
| Gemälde Wundertaten des heiligen Nikolaus | Ölfarbe auf Leinwand, 18. Jahrhundert                                                    | in der Kirche Notre-Dame-en-sa-Nativité (Lage) | PM52001147    | Classé       | 1965  |      |
| Gemälde Heiliger Quirinus                 | Ölfarbe auf Leinwand, Ende des 18. Jahrhunderts                                          | in der Kirche St-Pierre (Lage)                 | PM52001843    | Inscrit      | 1980  |      |
| Adlerpult                                 | Holz, 18. Jahrhundert                                                                    | in der Kirche Notre-Dame-en-sa-Nativité (Lage) | PM52001145    | Classé       | 1965  |      |
| Bank der Gemeindevorsteher                | Holz, 18. Jahrhunderts                                                                   | in der Kirche Notre-Dame-en-sa-Nativité (Lage) | PM52001146    | Classé       | 1965  |      |
| Gemälde Madonna mit Kind                  | Ölfarbe auf Leinwand, 17. Jahrhundert                                                    | in der Kirche Notre-Dame-en-sa-Nativité (Lage) | PM52001148    | Classé       | 1977  |      |
| Skulptur Madonna mit Kind                 | Holz, farbig gefasst, 18. Jahrhundert; in der Kirche Notre-Dame-en-sa-Nativité deponiert | in der Kirche St-Pierre (Lage)                 | PM52001149    | Classé       | 1980  |      |
| Gemälde Johannes der Täufer               | Farbe auf Leinwand, Ende des 18. Jahrhunderts                                            | in der Kirche St-Pierre (Lage)                 | PM52001150    | Classé       | 1980  |      |
| Taufbecken                                | Kalkstein, farbig gefasst, Kupferdeckel, 18. Jahrhundert                                 | in der Kirche St-Pierre (Lage)                 | PM52001844    | Inscrit      | 1999  |      |